# Kvinnoförbund
Ett kvinnoförbund är en grupp med anslutning till en annan organisation, exempelvis ett politiskt parti (då kallat partiers kvinnoorganisationer eller politiska kvinnoförbund), som arbetar med kvinnornas roll inom organisationen.
Även kvinnoorganisationer som inte är en del av en större organisation kallar sig ibland kvinnoförbund, exempelvis Internationella kvinnoförbundet för fred och frihet.

## I Europa
I Europa är det vanligare att äldre, traditionella politiska partier har kvinnoförbund än att nya eller höger- och vänsterextrema partier har det.
I Europa har politiska partier som har kvinnoförbund inte fler kvinnor i partistyrelsen och kvinnoförbunden verkar inte agera språngbräda till ledarskapsuppdrag i partiet för kvinnor.

## I Sverige
Moderatkvinnorna har funnits sedan 1997, men Moderaternas första kvinnoförbund bildades redan 1915 och hette då Sveriges Moderata Kvinnoförbund.
Sveriges socialdemokratiska kvinnoförbund kallas även S-kvinnor och bildades 1920, men de byggde på Allmänna Kvinnoklubben och de övriga lokala socialdemokratiska kvinnoklubbarna, som bildades under 1890-talet efter Kvinnliga arbetarklubben, som bildades 1888.
Andra svenska kvinnoförbund är Centerkvinnorna (1932), Liberala kvinnor (1936), Kristdemokratiska kvinnoförbundet (1982) och SD-kvinnor (2010).
Vänsterpartiet har inget kvinnoförbund och motiverar det med att feministiska frågor inte ska flyttas från partistyrelsen till lägre organ inom organisationen. Ett kvinnonätverk startades däremot 2012.
Inte heller Miljöpartiet har något kvinnoförbund, men beskriver sin jämställdhets- och mångfaldskommitté som en ersättning för ett kvinnoförbund.
Partier med liknande syn på jämställdhet, som Socialdemokraterna och Vänsterpartiet, kan alltså välja antingen en separatistisk eller en integrerad strategi för feministiska frågor inom partiet. De har en liknande problembeskrivning av patriarkala normer men ser olika lösningar på hur arbetet bör organiseras.
Gunnel Karlsson beskriver i sin avhandling Från broderskap till systerskap hur kvinnor inom Socialdemokraterna verkar ha fått det lättare att nomineras till politiska uppdrag när de började organisera sig i kvinnoförbundet som sidoorganisation, och det var vanligare med kvinnor med politiska uppdrag på orter med en lokal kvinnoklubb. Nu för tiden verkar kvinnoförbund däremot inte ha samma effekt.[källa behövs]

### Bidrag
Riksdagspartier som har kvinnoorganisationer får ett extra partistöd enligt Lag (2010:473) om statligt stöd till riksdagspartiernas kvinnoorganisationer. 2020 uppgick detta till 15 miljoner kronor årligen.
| Parti                  | Kvinnoorganisation                            | Bidrag       |
| ---------------------- | --------------------------------------------- | ------------ |
| Socialdemokraterna     | Sveriges socialdemokratiska kvinnoförbund     | 3 miljoner   |
| Moderaterna            | Moderatkvinnorna                              | 2,4 miljoner |
| Sverigedemokraterna    | SD-kvinnor                                    | 2,2 miljoner |
| Centerpartiet          | Centerkvinnorna                               | 1,6 miljoner |
| Vänsterpartiet         | "kvinnoverksamheten"*                         | 1,6 miljoner |
| Kristdemokraterna      | Kristdemokratiska Kvinnoförbundet             | 1,5 miljoner |
| Liberalerna            | Liberala kvinnor                              | 1,4 miljoner |
| Miljöpartiet           | Miljöpartiet de grönas jämställdhetskommitté* | 1,3 miljoner |
| Feministiskt initiativ |                                               | 0,3 miljoner |

* Miljöpartiet (som har en "jämställdhetskommitté") och Vänsterpartiet (som har "kvinnoverksamhet") har formellt inga kvinnoförbund, men får ändå det extra partistödet.

## Fotnoter